# Almvik, Västerviks kommun
Almvik är en småort i Törnsfalls socken i Västerviks kommun i Kalmar län, belägen vid E22:an mellan centralorten Västervik och Gamleby. 

## Historia
Almvik omskrivs första gången som (j) Almowik 1382. Samhället har fått namn av sitt läge vid Almviken, den innersta delen av Granfjärden. Förleden innehåller ett äldre vattendragsnamn *Alma, bildat till ett gammalt adjektiv *alm i betydelsen ’växande’ (och syftar på att vattendraget periodvis har »vuxit» med kraftigare vattenföring). Det bör ha avsett den bäck som rinner från sjön Bleken och mynnar i Almviken.
Under 1500-talet omfattar byn två mantal skatte och två skattekvarnar (från 1562 tre kvarnar) samt en utjord tillhörig dekanatet i Linköping och en utjord tillhörig Prebenda Petri martyri, vilka brukades av skattegårdarna i byn. Almvik är en gammal lastningsplats (hamn vid Gamlebyviken) i Törnsfalls socken, Södra Tjusts härad. Orten kallades förr ibland köping, dock utan att ha formell rättighet till detta.
Under tidigt 1600-tal började tegel att tillverkas på orten och i mitten av samma århundrade anlade Västerviks borgmästare en tegelfabrik på orten som bland annat levererade tegelstenar till reparationsarbetet på Stegeholms slott.

### Almviksraset
Vid femtiden på eftermiddagen den 20 september 1886 ägde ett omfattande jordskred rum på orten då 8 400 kvadratmeter jordmassa for ut i Gamlebyviken. Två personer som befunnit sig i ett spannmålsmagasin omkom, men personskadorna begränsades i övrigt av att de flesta av ortens arbetare hade gått hem för dagen och således fanns utom fara för skredet. De materiella skadorna blev desto större. 50 000 tegelstenar slets med i raset och ett spannmålsmagasin bröts av på mitten. Därtill förstördes ytterligare byggnader samt en kaj.
Orsaken till olyckan var platsens säregna geotektoniska förhållanden där en förskjutning hade ägt rum i en förkastningsspricka mellan kvartsit och skifferlager. Samtidigt hade stora grundvattenshåligheter försvunnit, vilket gjorde att vikens djup hade ökat på bekostnad av landmassan.

### Nutida historia
Tegelbruket lades ner 1971. År 1998 öppnades Almvks tegelbruksmuseum i lokalerna.
Almvik var till 2010 klassad som tätort men förlorade då den statusen på grund av minskad befolkning.

### Befolkningsutveckling
| Befolkningsutvecklingen i Almvik 1990–2015                                                                   | Befolkningsutvecklingen i Almvik 1990–2015 | Befolkningsutvecklingen i Almvik 1990–2015 | Befolkningsutvecklingen i Almvik 1990–2015 | Befolkningsutvecklingen i Almvik 1990–2015 |
| --- | ------------------------------------------ | ------------------------------------------ | ------------------------------------------ | ------------------------------------------ |
| |                                            |                                            |                                            |                                            |
| År |                                            |                                            | Folkmängd                                  | Areal (ha)                                 |
| 1990 | 1990                                       |                                            | 197                                        | 18#                                        |
| 1995 | 1995                                       |                                            | 229                                        | 21                                         |
| 2000 | 2000                                       |                                            | 208                                        | 21                                         |
| 2005 | 2005                                       |                                            | 202                                        | 21                                         |
| 2010 | 2010                                       |                                            | 198                                        | 21**                                       |
| 2010 | 2010                                       |                                            | 190                                        | 18#                                        |
| 2015 | 2015                                       |                                            | 190                                        | 31#                                        |
| Anm.: Ny tätort 1995. Upphörde som tätort 2010. ** Som upphörd tätort (mindre än 200 invånare) # Som småort. |                                            |                                            |                                            |                                            |

## Samhället
Orten har en förskola med ett 25-tal elever. På orten finns även ett café i anslutning till tegelbruksmuseet.
Almvik var tidigare en hållplats på Tjustbanan.